# Castellbell i el Vilar
Castellbell i el Vilar là một đô thị trong comarca Bages, tỉnh Barcelona, Catalonia, Tây Ban Nha.

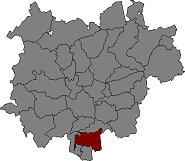
Vị trí của Castellbell i el Vilar

## Biến động dân số
| 1900 | 1930 | 1950 | 1970 | 1986 | 2007 |
| ---- | ---- | ---- | ---- | ---- | ---- |
| 2026 | 2952 | 3189 | 3527 | 3316 | 3479 |